# Peter B. Neubauer
Peter Bela Neubauer (* 5. Juli 1913 in Krems an der Donau, Österreich-Ungarn; † 15. Februar 2008 in New York City) war ein US-amerikanischer Kinderpsychiater und Psychoanalytiker.

## Familie
Peter Neubauer maturierte 1933 an der Realschule in Krems. Er war in Krems beim Sozialistischen Jugendbund und in Wien beim Zionistischen Jugendbund. Nach den Februarkämpfen 1934 entschloss er sich mit seinem Bruder Siegfried zur Emigration in die Schweiz. Er studierte dort Medizin und emigrierte 1941 in die USA. Seine Schwester Ruth emigrierte in den 1930er Jahren nach Palästina. Sein Vater Samuel Neubauer war Kantor der Israelitischen Kultusgemeinde Krems und wurde von den Nazis im Jahre 1938 im Zuge des „Anschlusses“ verfolgt, ihm gelang die Flucht nach Palästina.

## Psychoanalyse
Neubauer in einem Interview: Ich habe Freud in der Bibliothek in Krems gefunden und habe mir gedacht, was der sagt, hat Sinn.
Er war jahrzehntelang in führenden Funktionen in der Anna Freud Foundation tätig. Er war Mitbegründer des Freud Museums in London. Er war Direktor des Child Development Center, Jewish Board of Family and Children's Services. Vorsitzender der Child Analysis Section der Universität von New York City. Gründungsmitglied des National Advisory Council of Clinical Infant Programms beim National Institute of Mental Health.
Er lehrte an der Columbia University in New York und am Psychoanalytischen Institut der New York University.
Er war Gründungsmitglied der Association for Child Psychoanalysis und der New York Council an Child Psychiatry. Der International Association for Child Psychiatry and Allied Professions stand er als Generalsekretär vor.
Neubauer publizierte hauptsächlich über den Prozess der frühkindlichen Entwicklung. Kontrovers diskutiert wird eine von ihm geleitete Zwillingsstudie, die sogenannte LWS-Studie, die im 2018 erschienenen Dokumentarfilm Three Identical Strangers beleuchtet wird. Nach der Geburt zur Adoption freigegebener Zwillinge und Drillinge wurden diese einzeln auf Adoptivfamilien aufgeteilt und wissenschaftlich begleitet, ohne dass die Adoptiveltern darüber ausreichend informiert wurden.
Er war Herausgeber der Psychoanalytic Study of the Child unter anderem mit Anna Freud mit mehr als 50 Bänden.

## Auszeichnungen
- 1985: Sigmund-Freud-Vorlesung in Wien: über Den wachsenden Anwendungsbereich der Psychoanalyse

## Schriften (Auswahl)
- Meine Suche nach einer Heimat, Übersetzung Georgia Hanenberg, in: Ludger M. Hermanns (Hrsg.): Psychoanalyse in Selbstdarstellungen. Band 3. Tübingen : Edition diskord, 1995, S. 237–269 (mit Bibliographie)